# Łobaczew Mały
Łobaczew Mały – wieś w Polsce położona w województwie lubelskim, w powiecie bialskim, w gminie Terespol.
W latach 1975–1998 miejscowość administracyjnie należała do województwa bialskopodlaskiego.
Wieś jest sołectwem w gminie Terespol. Według Narodowego Spisu Powszechnego z roku 2011 wieś liczyła 298 mieszkańców i była ósmą co do wielkości miejscowością gminy.
Wierni Kościoła rzymskokatolickiego należą do parafii Świętej Trójcy w Terespolu.

## Historia
Pierwsza zmianka o miejscowości pojawia się w dokumencie z 15 czerwca 1609 roku. W tym czasie podobnie jak Błotków, Łobaczew zostaje podarowany przez ówczesnego właściciela Krzysztofa Drohojewskiego królowi polskiemu Zygmuntowi III Wazie. W skład dóbr Drohojewskiego wchodziło Łobaczewo leżące na terenach dzisiejszego Łobaczewa Małego, w kierunku bardziej na południe. W rękach królewskich Wazów Łobaczew pozostawał do 1668 roku. W połowie XVII wieku wybudowano we wsi cerkiew unicką. Od 1670 roku Piotr Boniecki proboszcz unicki z Łobaczewa był członkiem Kapituły Brzeskiej (unickiej). Cerkiew unicka wchodziła w skład Kapituły Brzeskiej do roku 1795.